# Selliguea hamiltoniana
Selliguea hamiltoniana là một loài thực vật có mạch trong họ Polypodiaceae. Loài này được (Wall. ex Hook.) Bedd. miêu tả khoa học đầu tiên năm 1867.